# Elliott Jaques
Elliott Jaques, född 1917, död 2003, var en kanadensisk psykolog och läkare. Han var känd för sin forskning om företagskultur. Han var grundaren av Tavistock Institute of Human Relations.